# Chang’e 4
Chang’e 4 (chinesisch 嫦娥四號 / 嫦娥四号, Pinyin Cháng'é Sìhào) ist eine Raumsonde der Nationalen Raumfahrtbehörde Chinas, die am 7. Dezember 2018 gestartet wurde und aus einem Lander sowie dem Rover Jadehase 2 besteht. Wie seine Vorgänger ist das Raumfahrzeug nach Chang’e, der chinesischen Mondgöttin, benannt. Die Sonde landete am 3. Januar 2019 um 02:26 Uhr UTC erfolgreich im Mondkrater Von Kármán im Südpol-Aitken-Becken, die weltweit erste Landung auf der Rückseite des Mondes. Zwölf Stunden später, um 14:22 Uhr UTC, war der Rover über eine Rampe auf die Mondoberfläche gerollt.

## Übersicht
Das am 24. Januar 2004 von Premierminister Wen Jiabao nach dreizehnjährigen Vorbereitungsarbeiten offiziell gestartete Mondprogramm der Volksrepublik China besteht aus den Drei Großen Schritten (大三步):
1. Unbemannte Erkundung
2. Bemannte Landung
3. Stationierung einer ständigen Besatzung

Der Erste Große Schritt ist wiederum in die Drei Kleinen Schritte (小三步) unterteilt:
1. Beim Ersten Kleinen Schritt wurde mit Chang’e 1 im Jahr 2007 und Chang’e 2 im Jahr 2010 die Mondumlaufbahn erreicht.
2. Beim Zweiten Kleinen Schritt erfolgte die Landung auf dem Mond und die Erkundung mit einem Rover. Diese Phase umfasst die Mission Chang’e 3 (2013) und die Mission Chang’e 4 auf der Mondrückseite.
3. Beim Dritten Kleinen Schritt wurden mit Chang’e 5 Proben von der erdzugewandten Mondseite gesammelt.

Mit diesen Missionen soll eine bemannte Mondlandung in den 2030er-Jahren und in weiterer Zukunft eine dauerhaft besetzte Mondbasis am südlichen Rand des Südpol-Aitken-Beckens auf der Rückseite des Mondes vorbereitet werden.
Bei Chang’e 4 handelte es sich ursprünglich um eine baugleiche Reservesonde für die Vorgängermission Chang’e 3. Die konkreten Vorbereitungen für die neue Mission begannen am 30. November 2015. Xu Dazhe, Direktor der Nationalen Raumfahrtbehörde, sagte in der Eröffnungsrede, dass die Mission eine Plattform für internationale Kooperationen und gemeinsame Neuentwicklungen auf vielen Ebenen sein sollte.
Die chinesische Regierung bewilligte für Chang’e 4 erstmals private Investitionen von Einzelpersonen und Unternehmen. Ziel sei es, Innovationen in der Luft- und Raumfahrt zu beschleunigen, Produktionskosten zu senken und die Beziehungen zwischen Militär und zivilem Sektor zu fördern. Um die Nutzlasten von ausländischen Partnern zu integrieren, mussten die Ziele der Mission angepasst werden. Dies trug dazu bei, dass die Mission komplizierter wurde und sich verzögerte.
Kurz nach dem Start vom Kosmodrom Xichang am 7. Dezember 2018, unmittelbar nach dem Abtrennen der 3800 kg schweren Nutzlast von der Trägerrakete, stellten die Techniker im Raumfahrtkontrollzentrum Peking plötzlich fest, dass das Haupttriebwerk der Sonde nicht ordnungsgemäß arbeitete. Zwei Ventile an einem der vier Treibstofftanks, die eigentlich geschlossen sein sollten, waren geöffnet, eine große Menge Treibstoff strömte aus. Die Ventile wurden sofort geschlossen, aber in den 20 Sekunden, die sie offengestanden waren, hatte die Sonde 10–20 kg Treibstoff verloren, was unter anderem zu einer ungleichmäßigen Masseverteilung und einer Veränderung der Fluglage führte. Für die Korrektur der Fluglage benötigte man zwar weiteren Treibstoff, mit einer Reihe von Maßnahmen konnte der Treibstoffverbrauch für Bahnkorrekturmanöver etc. während des Fluges dann jedoch reduziert werden. Nach der Landung war sogar noch etwas Treibstoff in den Tanks übrig.

## Ziele
Zu den wissenschaftlichen Zielen gehören:
- Messung der Mondoberflächentemperatur über die Dauer der Mission
- Messung der chemischen Zusammensetzung von Mondgesteinen und -böden
- niederfrequente radioastronomische Beobachtungen und Untersuchungen
- Studium der kosmischen Strahlung
- Beobachtung der Sonnenkorona, Untersuchung ihrer Strahlungseigenschaften und -mechanismen und Untersuchen der Entwicklung und des Transports koronaler Massenauswürfe (CME) zwischen Sonne und Erde

## Komponenten

### Relais-Satellit Queqiao

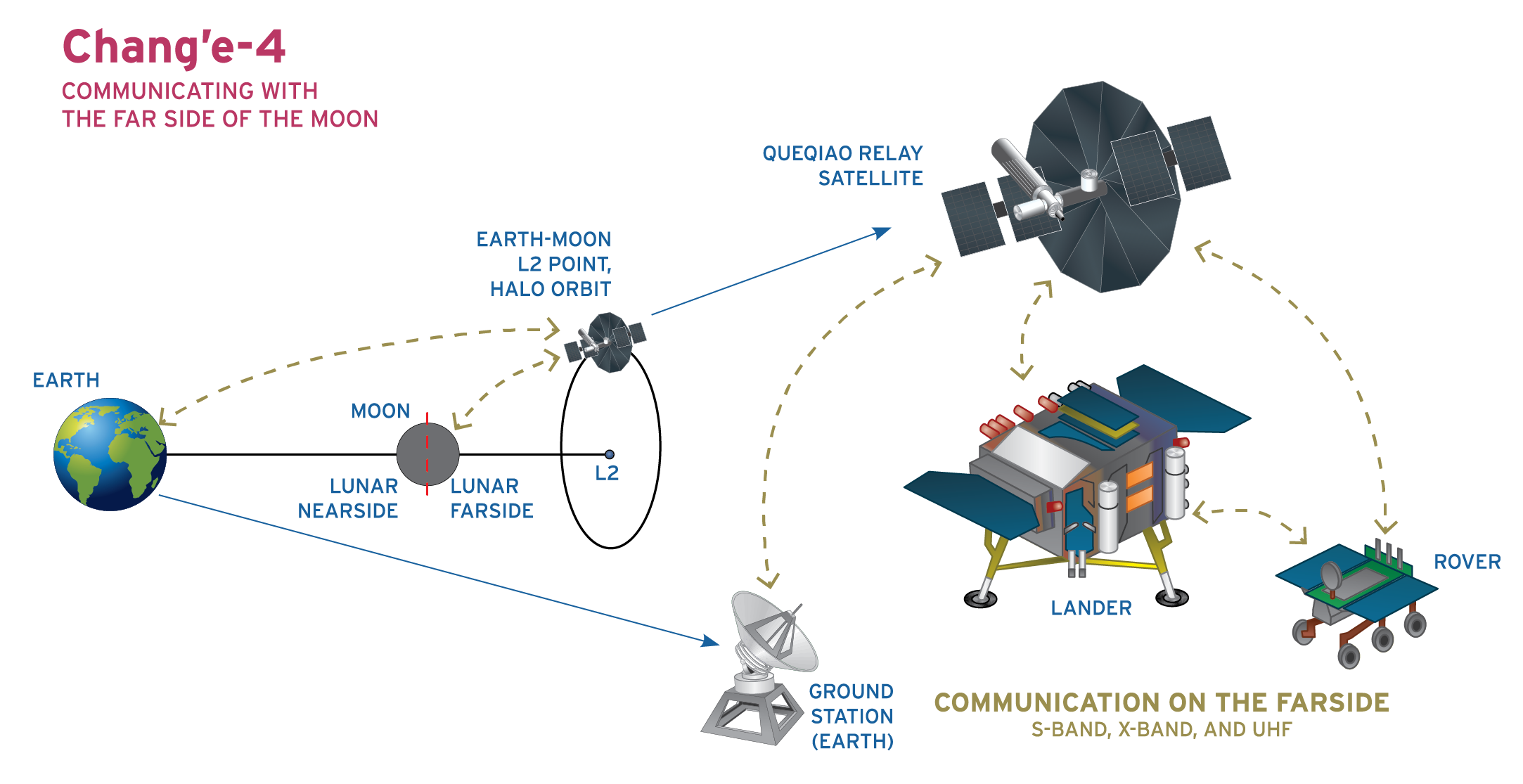
Kommunikation mit Chang’e 4

Da eine direkte Funkverbindung mit der Mondrückseite nicht möglich ist, wurde am 21. Mai 2018 um 05:28 Ortszeit der Relais-Satellit Elsternbrücke (Queqiao) vom Kosmodrom Xichang gestartet und im Halo-Orbit um den Erde-Mond Lagrange-Punkt L2 hinter dem Mond stationiert. Der Name des Satelliten leitet sich aus der chinesischen Geschichte vom Kuhhirten und der Weberin ab. Queqiao kann Funksignale zwischen der Erde und Rückseite des Mondes weiterleiten und ermöglicht damit die Kommunikation und Kontrolle während der Mission.

### Mikrosatelliten
Im Rahmen der Mission Chang’e 4 wurden zusammen mit Queqiao zwei Mikrosatelliten gestartet. Die beiden Mikrosatelliten haben jeweils die Größe 50 × 50 × 40 cm und ein Gewicht von 45 kg und wurden Longjiang-1 und Longjiang-2 (龙江 – „Drachenfluss“) genannt. Longjiang-1 konnte jedoch nicht in den Mondorbit eintreten, während Longjiang-2 erfolgreich war und 14 Monate lang im Mondorbit operierte, bis er am 31. Juli 2019 um 22:20 Peking-Zeit auf der Rückseite des Mondes kontrolliert zum Absturz gebracht wurde. Diese Mikrosatelliten hatten die Aufgabe, den Himmel in den Frequenzen von 1 MHz bis 30 MHz, entsprechend Wellenlängen von 300 m bis 10 m, zu beobachten, um energetische Phänomene kosmischen Ursprungs zu untersuchen. Dies war ein langgehegtes Ziel der Wissenschaft, da aufgrund der Ionosphäre der Erde keine Beobachtungen in diesem Frequenzbereich im Erdorbit durchgeführt werden können. Geplant war ein Formationsflug der zwei Sonden, um Interferometrie betreiben zu können.

### Lander und Rover
Der Lander und der Rover wurden sechs Monate nach dem Start des Relaissatelliten am 8. Dezember 2018 um 02:23 Ortszeit mit einer Changzheng-3B/E-Trägerrakete vom Kosmodrom Xichang ins All befördert. Es war die erste Landung überhaupt auf der Rückseite des Mondes. Sie fand in einer unerforschten Region des Mondes statt, die als Südpol-Aitken-Becken bezeichnet wird.
Die Gesamtlandemasse der Einheit betrug 1340 kg, davon entfielen 1200 kg auf den Lander und 140 kg auf den Rover. Nach der Landung fuhr der Lander eine Rampe aus, um den Rover Jadehase 2 auf die Mondoberfläche zu bringen. Der Rover misst 1,5 m × 1,0 m × 1,0 m und hat eine Masse von 140 kg.

## Wissenschaftliche Nutzlasten
Sowohl Lander und Rover als auch Queqiao und die den Mond umkreisenden Mikrosatelliten tragen wissenschaftliche Nutzlasten. Der Relaissatellit stellt die Kommunikation sicher, während Lander und Rover die Geophysik der Landezone untersuchen sollen. Diese Nutzlasten werden zum Teil von internationalen Partnern in Schweden, Deutschland, den Niederlanden und Saudi-Arabien geliefert.

### Lander

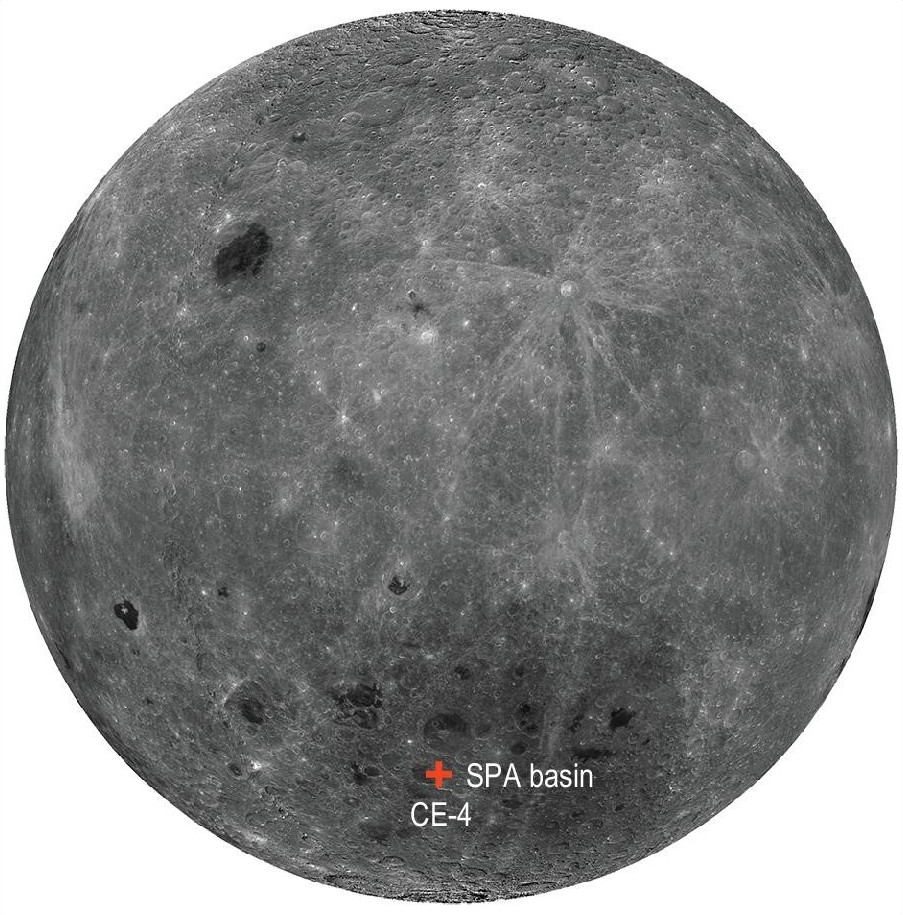
Erdabgewandte Seite des Mondes mit Landestelle von Chang’e 4 im Südpol-Aitken-Becken

Der Lander und der Rover transportieren wissenschaftliche Nutzlasten, um die Geophysik der Landezone mit einer sehr begrenzten chemischen Analysefähigkeit zu untersuchen.
Der Lander ist mit folgenden Instrumenten ausgestattet:
- Landekamera (LCAM)[20][21]
- Terrain-Kamera (TCAM)
- Niederfrequenzspektrometer (VLFRS)[22] zur Erforschung von Sonnenbursts etc.[23]
- Neutronen- und Strahlungsdosis-Detektor (Lunar Neutron and Radiation Dose Detector; LND), ein von Wissenschaftlern des Instituts für Experimentelle und Angewandte Physik der Universität Kiel unter der Leitung von Robert Wimmer-Schweingruber entwickeltes Neutronendosimeter, das neben der Messung der für Menschen besonders gefährlichen Neutronenstrahlung, für die es bislang nur stark differierende Modellrechnungen gibt, auch dazu dient, den Wassergehalt des Bodens zu ermitteln.[24] Die ersten Ergebnisse wurden Sönke Burmeister vom Institut am 18. April 2019 bei einer feierlichen Zeremonie in Peking überreicht.[25][26][27] Als im Mai/Juni 2020 im Zuge der Vorbereitung auf die Mars-Mission Tianwen-1 die Ressourcen des Chinesischen Tiefraum-Netzwerks zum Teil vom Mondprogramm abgezogen werden mussten, war der Neutronen- und Strahlungsdosis-Detektor das einzige Gerät der Chang’e-4-Mission, das weiter betrieben wurde.[28][29]
- Der Lander trägt auch einen 2,6 kg schweren Behälter mit Samen und Insekteneiern, um zu testen, ob Pflanzen und Insekten in Synergie schlüpfen und gemeinsam wachsen können. Das Experiment umfasste Samen von Kartoffeln, Raps, Baumwolle und Arabidopsis thaliana, dazu noch Hefe und Taufliegeneier.[30] Am 7. Januar 2019 spross als erstes die Baumwolle.[31][32] Wenn die Larven geschlüpft wären, hätten sie Kohlendioxid produziert, während die gekeimten Pflanzen durch Photosynthese Sauerstoff freisetzten. Die Wissenschaftler um Xie Gengxin und Liu Hanlong von der Chongqing-Universität hofften, dass die Pflanzen und Tiere zusammen eine einfache Synergie innerhalb des Behälters schaffen könnten. Eine Miniaturkamera machte jedes Wachstum sichtbar. Als jedoch am 13. Januar am Landeplatz von Chang’e 4 die Mondnacht einbrach, sank die Temperatur in dem Behälter auf −52 °C und die Lebewesen starben 212,75 Stunden nachdem sie kurz nach der Landung mittels Bewässerung aus der Hibernation geweckt wurden.[33] Das Experiment mit Beobachtung der toten Baumwollblätter wurde noch bis Mai 2019 weitergeführt, um die Lebensdauer der Biosphärekammer, ihrer Beleuchtung etc. zu testen. Die Forschergruppe um Xie Gengxin plant, bei zukünftigen Landemissionen erneut Biosphärenexperimente durchzuführen, wenn möglich mit kleinen Schildkröten, um die Langzeitwirkung der geringen Mondanziehungskraft auf höhere Lebewesen zu untersuchen.[34]

### Rover
- Panoramakamera (PCAM)[22]
- Lunar Penetrating Radar (LPR) ist ein Bodenradar[22]
- Visible und Near-Infrared Imaging Spectrometer (VNIS) für die Bildgebungsspektroskopie[35][36]
- Advanced Small Analyzer for Neutrals (ASAN) ist ein Detektor für energetisch neutrale Atome (ENA) des schwedischen Instituts für Weltraumphysik (IRF).[37]

### Queqiao
- Evaluationsexperiment Netherlands-China Low-Frequency Explorer (NCLE) zur Vorbereitung möglicher, späterer, radioastronomischer Forschungen im niederfrequenten Radiowellenbereich unterhalb von 30 MHz, insbesondere im Hinblick auf die Erforschung stark rotverschobener Strahlung des neutralen Wasserstoffs aus dem dunklen Zeitalter.[38][39] Unterhalb der irdischen Ionosphäre sind derartige Experimente wegen deren Abschirmwirkung aussichtslos und im niederen Erdorbit stört zu viel elektromagnetische Verschmutzung.[40]

## Landezone

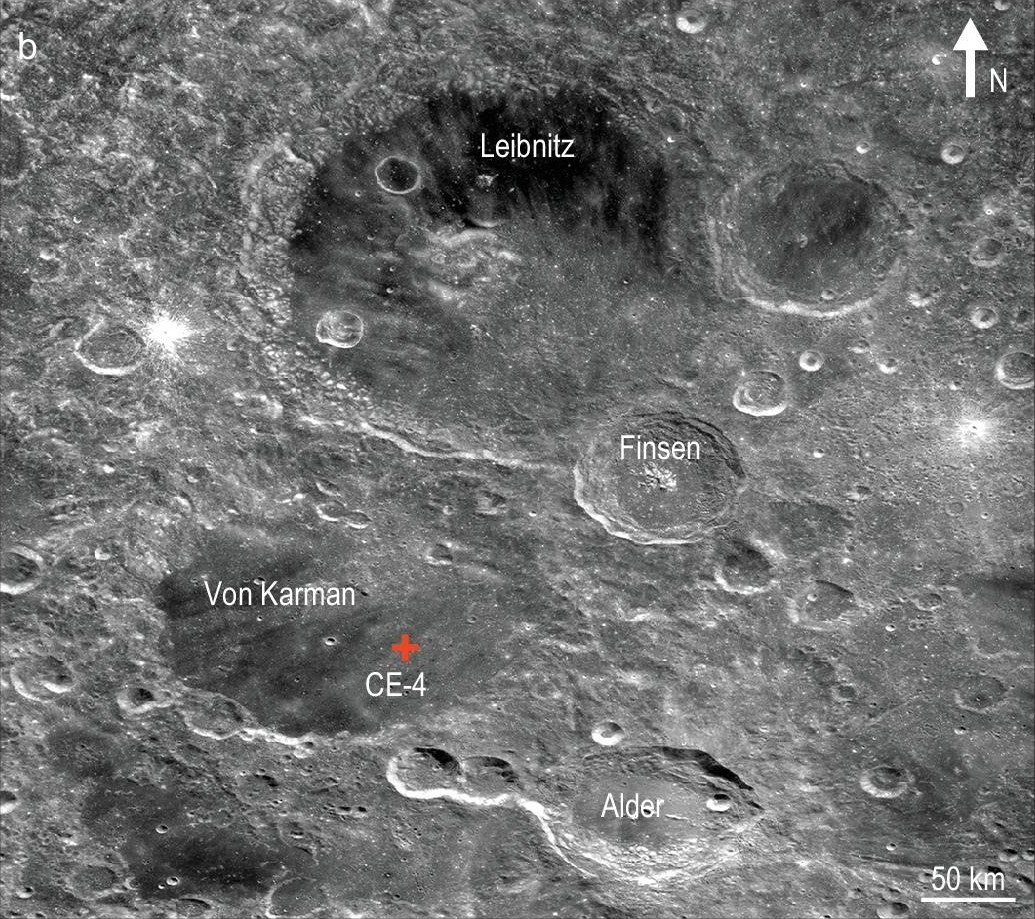
Landestelle im Von-Kármán-Krater

Landeplatz ist der Von-Kármán-Krater (180 km Durchmesser) im Südpol-Aitken-Becken auf der erdabgewandten Seite des Mondes. Der Von-Kármán-Krater ist von bis zu 10 km hohen Bergen umgeben, und der Landeplatz liegt auf einer „Meereshöhe“ von 5935 m.
Die Fläche, auf der eine Landung möglich war, betrug nur 1/8 der Zielfläche, die die Vorgängersonde Chang’e 3 im Dezember 2013 zur Verfügung hatte. Daher musste Chang’e 4 praktisch senkrecht landen, ein recht riskantes Manöver. Wie bei der Vorgängersonde unterbrach Chang’e 4 eine Minute vor der Landung für etwa 13 Sekunden den Abstieg, um sich 99 m über dem Boden mit Hilfe eines vom Shanghaier Institut für technische Physik der Chinesischen Akademie der Wissenschaften entwickelten und gebauten Laser-Entfernungsmessers und eines dreidimensional abbildenden Laserscanners desselben Instituts selbstständig einen ebenen und von Felsbrocken freien Platz zu suchen,
auf den sie sich dann langsam absenkte.
Eines der Hauptprobleme hierbei war, dass der während der letzten Phase des Abstiegs der vom Triebwerk, einem YF-36 mit zwischen 1,5 kN und 7,5 kN regelbarer Schubkraft, aufgewirbelte, elektrostatisch aufgeladene Mondstaub die Systeme der Sonde gefährden konnte.
Daher hatte die Gruppe Weltraummechanik (空间力学团队) des Instituts für Maschinenbau der Tianjin-Universität unter der Leitung von Cui Yuhong (崔玉红) und Wang Jianshan (王建山) in aufwendigen Computersimulationen und praktischen Experimenten einen möglichst sanften Landeablauf entwickelt.
Das Aufsetzen auf den Boden am 3. Januar 2019 um 02:26 Uhr UTC erfolgte dann auch ohne Probleme.
Noch im Januar 2019 beantragte China bei der Internationalen Astronomischen Union, die Landestelle 天河基地 (Pinyin Tiānhé Jīdì), also „Basis Milchstraße“ zu nennen, ein Bezug zu der Sage vom Kuhhirten und der Weberin, wo die Milchstraße die beiden Liebenden trennt und nur einmal im Jahr von einem eine Brücke bildenden Schwarm Elstern (der heutige Relaissatellit Elsternbrücke) überbrückt wird. Am 4. Februar 2019 wurde dem Antrag von der IAU stattgegeben, der lateinische Name der Landestelle lautet „Statio Tianhe“.
In den folgenden Monaten analysierten Forscher vom Schwerpunktlabor für Mond- und Tiefraumerkundung der Nationalen Astronomischen Observatorien, der Fakultät für Astronomie und Weltraumwissenschaften an der Universität der Chinesischen Akademie der Wissenschaften sowie von der Chinesischen Akademie für Weltraumtechnologie, der Herstellerfirma der Sonde, die von der Landekamera und der Terrain-Kamera des Landers und der Panoramakamera des Rovers aufgenommenen Fotos und setzten sie in Bezug zu den von Chang’e 2 sowie dem Lunar Reconnaissance Orbiter der NASA erstellten Mondkarten. Nach photogrammetrischer Auswertung der Bilder konnte die Landestelle auf 177,5991° östlicher Länge und 45,4446° südlicher Breite bestimmt werden, was eine Abweichung von 348 m in der Länge und 226 m in der Breite, also insgesamt 415 m im Vergleich zu den LRO-Daten bedeutet. Zu erklären ist dies mit Messfehlern bei der Bestimmung des Orbits der NASA-Sonde, mit dem unregelmäßigen Gravitationsfeld des Mondes auf seiner Rückseite und in der Kamera begründeten Faktoren. Daher soll nun der Lander von Chang’e 4 als geodätischer Referenzpunkt für die Navigation von Jadehase 2 und für zukünftige Landungen auf der Mondrückseite verwendet werden.

## Ergebnisse

### Impaktbrekzie
Zu Beginn des achten Arbeitstags auf dem Mond (25. Juli bis 7. August 2019) entdeckte und fotografierte Jadehase 2 in einem frischen Einschlagkrater eine dunkelgrüne, zähflüssig wirkende Masse. Daraufhin entwarfen die für die Steuerung des Rovers zuständigen Ingenieure einen neuen Kurs, um die Tiefe des Kraters und die Verteilung des Auswurfmaterials näher zu bestimmen.
Jadehase 2 näherte sich dem Krater vorsichtig und untersuchte die Substanz und das umliegende Material mit seinem Infrarotspektrometer, dasselbe Instrument, mit dem er zu Beginn der Mission bereits das Mantelmaterial aus den Tiefen des Mondes gefunden hatte.
Eine Auswertung der hierbei gemachten Fotos und Spektrogramme durch Experten des Nationalen Schwerpunktlabors für Fernerkundung (遥感科学国家重点实验室) am Institut für Informationsgewinnung durch Luft- und Raumfahrt der Chinesischen Akademie der Wissenschaften ergab, dass der Krater mit einem Durchmesser von rund 2 m etwa 30 cm tief war, die unbekannte Masse in der Grube bildete einen länglichen Fleck von 52 × 16 cm. Viele der graubraunen Brocken im Umfeld des Kraters, die man zunächst für Felstrümmer gehalten hatte, wurden im Laufe der Untersuchung von den Rädern des 140 kg schweren Rovers zerquetscht. Es handelte sich also um zusammengebackenen Regolith, der, wie eine spektrographische Analyse zeigte, zu einem beträchtlichen Teil aus Feldspat bestand, dazu noch Olivine und Pyroxene in etwa gleichem Anteil. Das Material wurde zunächst als „verwittertes Norit“ klassifiziert. Die glänzende Masse im Inneren des Kraters wurde – auch durch Vergleich mit Bodenproben, die von den Astronauten der Apollo-Missionen genommen worden waren – als Impaktbrekzie identifiziert. Es konnte allerdings bislang noch nicht geklärt werden, ob es sich hierbei um Material handelt, das aus einem nahegelegenen Krater in den untersuchten Krater hineingeschleudert wurde, oder ob es bei dem Impaktereignis gebildet wurde, das letzteren Krater hervorgerufen hatte.
Am 15. August 2020 wurden die Ergebnisse in den Earth and Planetary Science Letters im Detail vorgestellt.

### Freigelegte Felsbrocken
Am 3. und am 13. Arbeitstag auf dem Mond fand Jadehase 2 ungewöhnlich große Ansammlungen von Felsbrocken, die eine höhere Albedo als die Umgebung besaßen. Die Techniker im Raumfahrtkontrollzentrum Peking ließen den Rover rund um diese Ansammlungen fotografische 360°-Panoramaaufnahmen machen und jeweils einen Felsbrocken spektrografieren. Di Kaichang (邸凯昌, * 1967) und seine Kollegen vom Schwerpunktlabor für Fernerkundung unterzogen die Spektrogramme einer eingehenden Analyse und fanden, dass die Reflektivität der Felsbrocken bei Wellenlängen zwischen 500 und 2500 nm mehr dem am Zentralberg des Finsen-Kraters gemessenen Spektrum als dem des Basalts im Von-Kármán-Krater ähnelte. An sich hätte man erwartet, dass bei der Entstehung des Finsen-Kraters vor gut 3 Milliarden Jahren ausgeworfene Felsbrocken durch die Ausdehnung und Kontraktion während Mondtag und Mondnacht mittlerweile in kleinere Stücke zersprengt worden wären. Aus der relativ großen Größe der Felsbrocken schlossen die Forscher, dass sie lange Zeit unter späteren Geröllschichten geschützt begraben waren und erst durch den Einschlag, der vor 16 Millionen Jahren den kleinen Zhinyu-Krater von 3,8 km Durchmesser westlich der Landestelle erzeugt hatte, freigelegt worden waren. Am 22. Februar 2021 veröffentlichten sie ihre Ergebnisse im Journal of Geophysical Research – Planets.
Eine weitergehende Analyse der Spektrometer-Aufnahmen dieser beiden Felsbrocken sowie zweier weiterer Felsen, die Jadehase 2 am 26. und 27. Arbeitstag spektrografierte – von den Technikern „Kilometerstein“ und „Steinspargel“ genannt – ergab, dass diese freigelegten Felsen von Staub bedeckt waren. Zum einen ist der Mond von einer durch das ständige Meteoritenbombardement erzeugten Staubwolke umgeben, die eine Art „Staubregen“ erzeugt, der sich auf der Oberseite der Felsen ablagert. Außerdem gibt es noch den durch den Sonnenwind erzeugten, elektrostatisch aufgeladenen Mondstaub, der vom Boden aufsteigt und sich an den Seitenflächen der Felsen anlegt. Diese Staubschichten können die spektrographischen Messergebnisse verfälschen. Liu Jianjun (刘建军) und seine Kollegen vom Schwerpunktlabor für Mond- und Tiefraumerkundung der Nationalen Astronomischen Observatorien schlugen daher am 18. Januar 2022 in den Geophysical Research Letters vor, zukünftige Mondrover mit einem Gerät zur Entfernung von Staubablagerungen auszurüsten.

### Kohliger Chondrit
Während des 17. Arbeitstags auf dem Mond (16. bis 30. April 2020) hatte Jadehase 2 einen flachen Krater mit etwa 1,3 m Durchmesser und kaum 20 cm Tiefe entdeckt, in dessen Mitte und südöstlicher Flanke sich Material befand, das das Sonnenlicht ungewöhnlich stark reflektierte und sich von dem Regolith in der Umgebung klar unterschied. Als der Rover am Ende des Tages in den Schlafmodus überging, war er noch drei Meter von dem Krater entfernt. Da die Ressourcen des Chinesischen Deep-Space-Netzwerks im Mai/Juni 2020 wegen der sich damals in Vorbereitung befindenden Tianwen-1-Mission zum Mars weitgehend vom Mondprogramm abgezogen wurden, konnte sich Jadehase 2, als er am 16. Mai 2020 bei Sonnenaufgang wieder in den Arbeitsmodus überging, dem Krater zunächst nicht weiter nähern.
Am 13. Juni 2020 waren die Umbaumaßnahmen an den Tiefraumstationen Kashgar und Giyamusi beendet, und als am 15. Juni auf der Rückseite des Mondes die Sonne wieder aufging, begann der Rover den Krater mit seinem Infrarotspektrometer zu untersuchen.
Er machte während des 19. Mondtags (15. bis 27. Juni 2020) zweimal, unter zwei verschiedenen Lichteinfall-Situationen, Aufnahmen von dem Material im Inneren des Kraters und zwar im Spektralbereich des sichtbaren Lichts bis ins nahe Infrarot (450–945 nm) mit einer Auflösung von 1 mm pro Pixel.
Bei der Auswertung der Daten fand ein internationales Forscherteam um Yang Yazhou (杨亚洲) vom Schwerpunktlabor für Weltraumwetter am Nationalen Zentrum für Weltraumwissenschaften, dass das stark reflektierende Material eine hohe Konzentration (47 %) von kohligen Chondriten enthielt. Die Forscher identifizierten das Material als kleine Trümmerstücke des Meteoriten, der den Krater erzeugt hatte und beim Einschlag nicht vollständig verdampft war. Am 25. November 2021 stellten Yang Yazhou und seine Kollegen ihre Ergebnisse in der britischen Fachzeitschrift Nature Astronomy vor und äußerten die Ansicht, dass derartige Meteoriten eine der Quellen für das Wasser auf dem Mond sein könnten.

### Strahlenbelastung

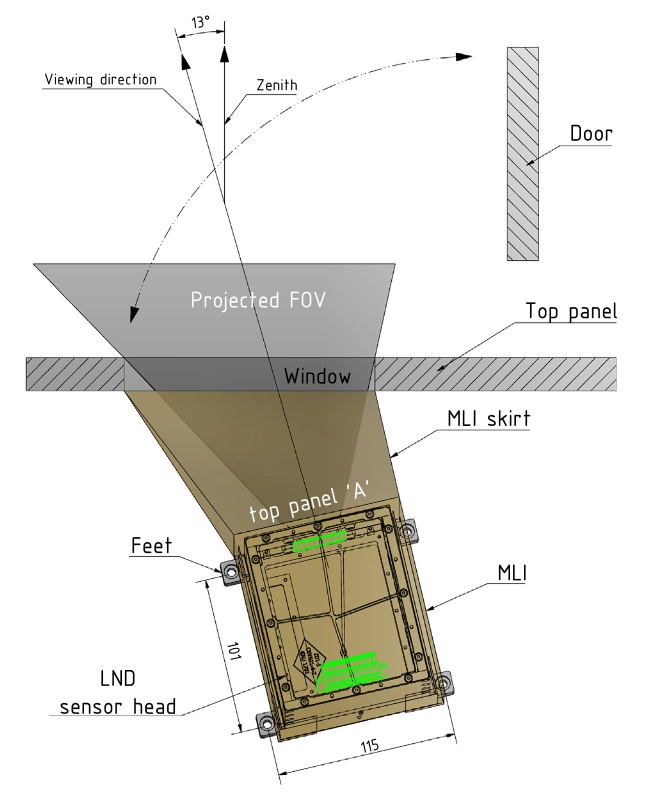
Position des Dosimeters. Rechts oben die Schutzklappe.

Das Dosimeter der Universität Kiel im Nutzlastraum des Landers von Chang’e 4 misst während der Arbeitstage auf dem Mond die Strahlenbelastung knapp über der Mondoberfläche, nachts ist das Instrument abgeschaltet und durch eine Klappe vor der Kälte geschützt. Diese Strahlenbelastung schwankt stark, sowohl was die Intensität als auch die Zusammensetzung der Strahlung (Neutronenstrahlung und Gammastrahlung) betrifft. Da sich auf dem Lander auch eine Radionuklidbatterie mit einer Leistung von 5 W sowie mehrere Radionuklid-Heizelemente befinden, waren die Ergebnisse trotz vorheriger Kalibrierung zunächst schwierig zu interpretieren.
Bei einer ersten Abschätzung im Februar 2020 konnten die Wissenschaftler in Kiel jedoch bereits sagen, dass die Hintergrundstrahlung auf der Mondoberfläche intensiver ist als auf dem Mars – die Strahlenbelastung bei einem sechsmonatigen Aufenthalt auf dem Mond entspricht etwa der eines einjährigen Aufenthalts auf dem Mars.
Nach genauerer Auswertung stellte sich heraus, dass in etwa Mannshöhe über der Mondoberfläche die Belastung durch Neutronenstrahlung zwei- bis dreimal so hoch ist wie im Inneren der Raumstationen Tiangong 1 und Tiangong 2, die sich in einem erdnahen Orbit von knapp 400 km Höhe im Schutz des Van-Allen-Gürtels bewegten, die Belastung durch Gammastrahlen immer noch doppelt so hoch.
Wie die Wissenschaftler um Robert Wimmer-Schweingruber auf der Basis von Messungen des amerikanischen Lunar Reconnaissance Orbiter bereits 2019 vermutet hatten,
gibt es neben der direkt auftreffenden kosmischen Strahlung, die größtenteils aus Protonen besteht, auch eine durch deren Auftreffen von auf den Mondboden erzeugte, „reflektierte“ Sekundärstrahlung. Dieser Effekt, der für Raumfahrer ein beträchtliches Sicherheitsrisiko darstellt, konnte nun durch In-situ-Messungen mit dem Dosimeter eindeutig nachgewiesen werden.
Während des ersten Jahres wurde von dem Dosimeter eine durchschnittliche Strahlenexposition von 1,4 mSv/Tag gemessen. Dies entspricht etwa der effektiven Strahlungsdosis pro Jahr auf einem irdischen Berg von 3500 m Höhe. Wenngleich ein realer Raumfahrer nur wenige Stunden pro Tag im Freien verbringen würde (dort wo das Dosimeter auf dem Lander angebracht ist) und den Rest der Zeit in einer besser geschützten Unterkunft, stellt dies eine nicht zu vernachlässigende Gesundheitsgefährdung dar.
Hier ein Vergleich der stündlichen Belastung allein durch die galaktische kosmischen Strahlung im Januar/Februar 2019 an verschiedenen Orten sowie in Prypjat 2009, also 23 Jahre nach der Nuklearkatastrophe von Tschernobyl:
| Mars    | 29 μSv/h   |
| Mond    | 57 μSv/h   |
| ISS     | 22 μSv/h   |
| Prypjat | 1 μSv/h    |
| Köln    | 0,05 μSv/h |

Am 25. September 2020 veröffentlichten Robert Wimmer-Schweingruber, Zhang Shenyi (张珅毅, * 1978) vom Nationalen Zentrum für Weltraumwissenschaften und ihre Kollegen die Messergebnisse in der amerikanischen Fachzeitschrift Science Advances, wobei sie darauf hinwiesen, dass sich die Sonne 2019/2020 in einer Phase minimaler Aktivität befand. Da die kosmische Strahlung durch das Magnetfeld der Sonne abgeschirmt wird, stellen diese Messungen eine obere Grenze für die Strahlendosis durch kosmische Strahlung dar. Die Strahlendosis durch solare Teilchenereignisse kann natürlich bei höherer Sonnenaktivität größer sein.
Neben den energetischen Solarteilchen (siehe unten) wird die Strahlenbelastung auf der Mondoberfläche zu einem beträchtlichen Teil durch die galaktische kosmische Strahlung verursacht, mit sehr hohen Energien von etwa 1 GeV, schweren Ionen bis hin zu Eisen, aber geringen Teilchenflussdichten, die zudem vom interplanetaren Magnetfeld beeinflusst werden, das seinerseits durch starke Sonnenaktivität gestört werden kann. Ab dem am 11. Oktober 2020 beginnenden 21. Arbeitstag auf dem Mond konnten die Wissenschaftler ein Absinken der Gesamtstrahlenbelastung beobachten, das auf Veränderungen im interplanetaren Magnetfeld zurückzuführen war.
Luo Pengwei (罗朋威), Zhang Xiaoping (張小平) und ihre Kollegen vom Nationalen Schwerpunktlabor für Selenologie und Planetologie (月球與行星科學國家重點實驗室) der Technischen Universität Macau befassten sich mit der niederenergetischen kosmischen Strahlung im Bereich von 10 bis 100 MeV. Sie verglichen die Messwerte des Dosimeters auf dem Lander mit denjenigen der um den Lagrange-Punkt L1 des Sonne-Erde-Systems kreisenden Sonden Advanced Composition Explorer (ACE) und Solar and Heliospheric Observatory (SOHO) sowie von STEREO A, die mehr oder weniger auf der Erdumlaufbahn um die Sonne kreist. Dabei konnten sie feststellen, dass die auf dem Mond gemessenen Werte in diesem Energiebereich mit denen der amerikanischen Sonden übereinstimmten, dass also die Mondoberfläche keinen Einfluss auf die niederenergetische kosmische Strahlung hat. Außerdem konnten sie bestätigen, dass die Strahlenbelastung kurz vor Sonnenuntergang ähnlich niedrig war wie kurz vor Sonnenaufgang, dass also bemannte Landungen nicht nur am örtlichen Vormittag (wie bei den Apollo-Missionen), sondern auch am späten Nachmittag möglich wären.

### Energetische Solarteilchen
Neben der Messung der Strahlenbelastung auf der Rückseite des Mondes, die der Vorbereitung bemannter Landungen dient, kann das Dosimeter auch für heliophysikalische Beobachtungen genutzt werden. So registrierte das Gerät am 6. Mai 2019 eine Sonneneruption, bei der energetische Solarteilchen (Solar Energetic Particles bzw. „SEP“) freigesetzt wurden. Bei dem beobachteten Ereignis wurden 22 Minuten nach dem über die Röntgenstrahlung auf 04:56 UTC rückgerechneten Beginn der Eruption Elektronen mit einer Energie von 310 keV freigesetzt, Protonen mit einer Energie von rund 11 MeV gut eine Stunde später. Die Elektronen benötigten 12 Minuten für den Weg von der Sonne zum Mond, die energiereichen Protonen 63 Minuten. Die Ergebnisse der Messungen und eine detaillierte Analyse des Ereignisses wurden am 7. November 2020 in den Astrophysical Journal Letters veröffentlicht.

### Lunare Minimagnetosphäre
Der Mond besitzt zwar kein globales Magnetfeld mehr, aber zahlreiche kleinere, über die Oberfläche verteilte lokale Magnetfelder, sogenannte „magnetische Anomalien“. Diese Anomalien können teilweise eine magnetische Flussdichte von mehreren hundert Nanotesla erreichen (zum Vergleich: das Erdmagnetfeld hat in Deutschland etwa 50.000 nT). Die lokalen Magnetfelder können mit dem Sonnenwind interagieren und eine kleine Magnetosphäre bilden, eine sogenannte „Lunare Minimagnetosphäre“ (LMM). Trotz ihrer geringen Ausdehnung – die LMMs sind die kleinsten bislang bekannten Magnetosphären im Sonnensystem – würde eine derartige Minimagnetosphäre der geplanten robotischen Mondforschungsstation und auch bei einer bemannten Monderkundung einen gewissen Schutz bieten.
Bislang gab es nur einige wenige Beobachtungen von Lunaren Minimagnetosphären vom Orbit aus. Nun landete Chang’e 4 bei 177,6° östlicher Länge und 45,4° südlicher Breite am östlichen Rand der Imbrium Antipode, mit einem Durchmesser von 1200 km die größte magnetische Anomalie auf dem Mond. Das Zentrum der Imbrium Antipode liegt bei 162° östlicher Länge und 33° südlicher Breite, genau gegenüber dem Mare Imbrium auf der erdzugewandten Seite des Mondes. Am Nachmittag, wenn der Sonnenwind zunehmend aus Westen weht, befindet sich der Rover mit dem auf der Frontseite des Gehäuses montierten Analysator für energetisch neutrale Atome (ENA) auf der windabgewandten Seite der Imbrium Antipode und kann den Magnetschweif der lokalen Minimagnetosphäre beobachten. Entsprechende Messungen wurden – auf irdische Zeit umgerechnet – zwischen 14:30 und 17:00 durchgeführt, außerdem zu Vergleichszwecken zwischen 07:00 und 09:30.
Bei einer Analyse von 46 Datensätzen, die zwischen dem 11. Januar 2019 und dem 28. April 2020 erhoben wurden, fanden Wissenschaftler um Xie Lianghai (谢良海) vom Schwerpunktlabor für Weltraumwetter am Nationales Zentrum für Weltraumwissenschaften, dass am örtlichen Nachmittag der Fluss der energetisch neutralen Atome (ein Indikator für den Sonnenwind) tatsächlich geringer war als am Vormittag. Allerdings fanden die Forscher auch, dass die Minimagnetosphäre auf den Sonnenwind primär einen umlenkenden und geschwindigkeitsvermindernden Effekt hatte; nur 50 % der Ionen wurden gestoppt. Da der Effekt an der Landestelle gemessen werden konnte, musste die Minimagnetosphäre einen langen Schweif haben, länger als 600 km. Die Wissenschaftler veröffentlichten ihre Erkenntnisse am 30. Juni 2021 in den Geophysical Research Letters.
Wang Huizi (王慧姿) vom Forschungszentrum für Weltraumwetter (空间天气物理与探测研究中心) und ihr Doktorvater Shi Quanqi (史全岐, * 1977) vom Schwerpunktlabor für Teilchenphysik (粒子物理与粒子辐照教育部重点研究室) der Shandong-Universität verwendeten vom 11. Januar 2019 bis zum 12. Oktober 2020 gesammelte Daten, mit denen sie die Ergebnisse von Xie Lianghai bestätigen konnten. Über einen Vergleich der unterschiedlichen Schutzwirkung der Imbrium Antipode am örtlichen Vormittag und Nachmittag berechneten sie, dass über der magnetischen Anomalie ein elektrisches Potential von 50–260 V besteht, das die Geschwindigkeit des Sonnenwinds am Nachmittag um 12–18 % reduziert.

### Landevorgang
Von 2019 bis 2021 durchgeführte Analysen von Aufnahmen der Landekamera und der Terrain-Kamera des Landers zeigten, dass das Triebwerk in einer Höhe von 13 m über dem Boden begonnen hatte, Mondstaub aufzuwirbeln. Die Experten vom Forschungsinstitut für weltraumbezogenen Maschinenbau und Elektrotechnik Peking der Chinesischen Akademie für Weltraumtechnologie, der Universität für Luft- und Raumfahrt Peking, der Universität für Elektrotechnik und Elektronik Xi’an etc. empfahlen daher, in Zukunft Sonden, die ähnlich wie Chang’e 4 gebaut sind, in etwas über 13 m Höhe die letzte Entscheidung über den Landepunkt treffen zu lassen, um zu vermeiden, dass aufgewirbelter Staub die Sicht der Kameras behindert.
Insgesamt hatte Chang’e 4 während des Landevorgangs 213 g Mondstaub aufgewirbelt und dabei die Mondoberfläche bis in eine Tiefe von 0,6 cm abgetragen. Der Staub war in einem Winkel von mehr als 7° nach oben geschleudert worden, was deutlich mehr war als in den unter Annahme einer ebenen Mondoberfläche durchgeführten Simulationen. Die Experten waren der Meinung, dass das darauf zurückzuführen sein könnte, dass die Landestelle von Chang’e 4 um etwa 4–5° zur Horizontalen geneigt ist. Für die Zukunft empfahlen sie, selbst wenn die Sonden auch auf geneigten Flächen landen konnten, unbedingt eine möglichst ebene Stelle zu suchen, um zu vermeiden, dass aufgewirbelter Staub das Funktionieren von Geräten und wissenschaftlichen Nutzlasten auf dem Lander beeinträchtigte.

### Thermophysikalische Eigenschaften des Regolith
Der Lander setzte so auf, dass die Rampe, über die der Rover auf die Mondoberfläche rollte, nach Süden zeigte. Am unteren Ende jeder der beiden Fahrschienen, nach dem Absenken der Rampe in den Boden gedrückt, befanden sich jeweils zwei Widerstandsthermometer, wobei jedes Thermometer aus zwei Thermistoren bestand: ein Thermistor für den Temperaturbereich von −196 °C bis −50 °C und ein Thermistor für den Bereich von −50 °C bis +250 °C, mit einer Genauigkeit von jeweils ±0,3 °C. Bei Tageslicht wurden die Sensoren über die Solarmodule des Landers mit Strom versorgt, während der Mondnacht von seiner Radionuklidbatterie. Dadurch war es möglich, während des gesamten Mondtages Messungen durchzuführen.
Zwischen dem 30. Januar 2019, dem Sonnenaufgang für den zweiten Arbeitstag auf dem Mond, und dem 25. April 2019, dem Ende der vierten Mondnacht, wurden alle 15 Minuten mit den knapp 1 cm in den Boden gedrückten Sensoren Messungen durchgeführt. Durch den Schatten des Landers, der im Laufe eines Mondtags über die Stelle mit den Sensoren wanderte – die Sonde landete 45° südlich des Äquators, die Sonne stand also mittags im Norden – ergab sich eine gewisse Ungenauigkeit. Generell konnten die Wissenschaftler um Huang Jun (黄俊) von der Chinesischen Universität für Geologie in Wuhan und Zhang He (张熇), der Missionsleiterin bei der Chinesischen Akademie für Weltraumtechnologie, jedoch sagen, dass die Temperatur im Regolith dicht unter der Oberfläche nach Sonnenaufgang rasch anstieg und um die Mittagszeit mehr als 20 °C erreichte. Ab umgerechnet 14 Uhr begann die Temperatur zu sinken, um bei Sonnenuntergang sehr schnell −170 °C zu erreichen und im Laufe der Nacht langsam bis auf −190 °C zu sinken.
Die Tagestemperatur auf der Mondoberfläche wird durch die solare Flussdichte bestimmt.
Davon ausgehend kamen die Wissenschaftler auf der Basis der gemessenen Temperaturänderungen im Inneren der obersten Regolithschicht und unter Berücksichtigung der Kompression des Regolith durch die Roverrampe auf eine durchschnittliche Dichte des Regolith von 471 kg/m³ und eine Korngröße von 15 μm. Über weitere Berechnungen kamen sie auf eine Wärmeleitfähigkeit des Regolith von 0,00153 W/(m·K) in der obersten Schicht sowie 0,00848 W/(m·K) in 1 m Tiefe. In anderen Worten, der Regolith hat nur 1/10 der Wärmeleitfähigkeit von Luft und 1/100 der Wärmeleitfähigkeit von Wasser – er ist ein sehr guter Isolator.
Diese Werte gelten nur für die Landestelle von Chang’e 4. So besaßen zum Beispiel die von Chang’e 5 zurückgebrachten Regolithproben eine durchschnittliche Korngröße von 3,5–4,0 μm (wären also ein schlechterer Isolator), was auf unterschiedliches Alter des Materials zurückzuführen ist. Je älter Regolith ist, desto feiner wurde er von Mikrometeoriten etc. zermahlen. Prinzipiell gilt jedoch, wie Huang Jun der Presse gegenüber ausführte, dass man bei der geplanten Mondbasis in der Nähe des Südpols durch eine Bedeckung der stationären Einrichtungen mit lockerem Regolith – mit der Kompression durch die Rampe war die Wärmeleitfähigkeit fast doppelt so hoch wie ohne dieses Gewicht – nicht nur einen Strahlenschutz-Effekt, sondern auch einen guten Schutz vor der Hitze des Tages und vor allem der Kälte der Polarnacht erreichen könnte.

### Bodenbeschaffenheit
Ein unerwartetes Ergebnis war die Bodenbeschaffenheit entlang der vom Rover befahrenen Strecke. Während an den baugleichen, mit einer Art Fliegengitter aus Draht als Lauffläche bespannten Rädern des mit Chang’e 3 auf der erdzugewandten Seite des Mondes gelandeten Jadehasen nur gelegentlich einige Sandkörner haften blieben – wohl durch elektrostatische Anziehung – war die Lauffläche der Räder von Jadehase 2 zeitweise bis zu 46 % mit lehmähnlichem Erdmaterial zugelegt. Hierbei handelte es sich nicht nur um ein einmaliges Phänomen, sondern der Effekt wurde während der ersten zwei Jahre am 4., 5., 6., 8., 19. und 23. Arbeitstag beobachtet. Wie bei mit Schlamm zugelegten Reifen von Baumaschinen reduzierte die Erdschicht auf dem Fliegengitter die Tiefe, mit der sich die querstehenden Metallstreifen auf den Rädern in den Boden drückten, und damit die Traktion. Da sich die Erdablagerungen an den Metallklauen konzentrierten, schlugen Ding Liang (丁亮, * 1980) und seine Kollegen vom Nationalen Schwerpunktlabor für Robotik und Systeme (机器人技术与系统国家重点实验室) der Polytechnischen Universität Harbin am 19. Januar 2022 in der amerikanischen Fachzeitschrift Science Robotics vor, diese bei zukünftigen Rovern mit einer Antihaftbeschichtung zu überziehen, um ein Durchdrehen der Räder zu verhindern. Als Erklärung für die ungewöhnliche Bodenbeschaffenheit im Von-Kármán-Krater vermuten die Wissenschaftler eine stärkere Verwitterung des Bodens im Vergleich mit der Landestelle von Chang’e 3, was durch mit dem Spektrometer des Rovers durchgeführte chemische Analysen bestätigt wird.